# Mördarens sista vittne
Mördarens sista vittne (originaltitel: Deadly Messages) är en amerikansk TV-film från 1985 i regi av Jack Bender.

## Handling
Laura Daniels är ensamstående och uttråkad. Men hon får ett nytt intresse då hon hittar en gammal Ouija-bräda i garderoben. En kväll ska hon ut på en dejt och ber en väninna vakta hennes lägenhet under tiden. 
Väninnan hittar Ouija-brädan och använder den medan Laura är ute och roar sig. Då Laura kommer hem upptäcker hon att hon tappat sin nyckel och knackar på dörren, men får inget svar. Hon försöker igen – fortfarande inget svar. Då bestämmer sig Laura för att titta in genom ett fönster för att försöka avgöra vad som är fel, och får då se hur hennes väninna blir brutalt mördad av en maskerad man som brutit sig in. 
Laura kontaktar polisen, som genast rycker ut. Men det finns inga spår efter mördaren och kroppen hittas aldrig – de hittar ingenting som tyder på att ett brott begåtts. Laura vet vad hon såg, men avfärdas som en dåre. Så hon börjar själv utreda saken.

## Om filmen
I Sverige har filmen aldrig visats på vare sig bio eller TV, men en VHS-utgåva kom direkt till video. Filmen har dock visats på TV i andra länder, däribland Finland och Portugal.

## Rollista (i urval)
- Kathleen Beller – Laura Daniels
- Michael Brandon – Michael Krasnick
- Dennis Franz – Max Lucas
- Elizabeth Huddle – Irma Crenshaw
- Charles Tyner – George Clark
- Raye Birk – Harding